# Kiều Công Cung
Kiều Công Cung (29/7/1917 – 19/10/1960) là một nhân vật quân sự Việt Nam, từng phục vụ trong quân đội Đế quốc Việt Nam, Việt Nam Dân chủ Cộng hòa, Liên bang Đông Dương, Quốc gia Việt Nam, Việt Nam Cộng hòa.

## Tiểu sử
Lucien Kiều Công Cung có mối quan hệ huyết thống với Trương Vĩnh Ký, gọi Trương Vĩnh Ký bằng cụ ngoại. 
Kiều Công Cung là mật thám của quân đội thuộc địa với quân hàm Thiếu úy. Tháng 6 năm 1945, Kiều Công Cung là thành viên Ban quản trị Thanh niên Tiền phong. Tháng 8, Thanh niên Tiền phong gia nhập Mặt trận Việt Minh, Kiều Công Cung là Ủy viên Ủy ban khởi nghĩa ở Sài Gòn gồm Chủ tịch Trần Văn Giàu, Phó Chủ tịch Nguyễn Văn Trấn, Thường trực Huỳnh Văn Tiểng, Nguyễn Văn Tư, Ủy viên Hoàng Đôn Văn, Kiều Công Cung.
Quân Pháp trở lại, Ủy ban kháng chiến Nam Bộ tiếp nhận một đơn vị vũ trang mang tên Sư đoàn Cộng hòa vệ binh, sau đổi thành Sư đoàn Dân quân 1 (Đệ nhất Sư đoàn dân quân cách mạng) do Kiều Công Cung làm Sư trưởng, các chỉ huy khác gồm Trần Tử Oai, Trương Văn Giàu, Nguyễn Văn Quạn và Nguyễn Văn Hoặc. Đệ nhất Sư đoàn được hình thành từ ba đoàn Bảo an binh thời Nhật, được bổ sung thêm thanh niên, học sinh, công nhân,... với tổng quân số khoảng 10.000 người, 400 khẩu súng các loại. Pháp tấn công Sài Gòn, các đơn vị Cộng hòa vệ binh nhanh chóng tan rã. Kiều Công Cung đụng độ quân Pháp ở Phú Lâm (ngoại ô Sài Gòn) rồi bỏ chạy về Sa Đéc. Trương Văn Giàu thay thế Kiều Công Cung làm Sư trưởng chỉ huy lực lượng còn lại tiếp tục chiến đấu (Trương Văn Giàu và Nguyễn Văn Quạn là những chỉ huy duy nhất của Đệ nhứt sư đoàn vẫn trung thành với kháng chiến đến cùng). 
Tháng 1 năm 1946, Kiều Công Cung được Chủ tịch Hồ Chí Minh cử tham gia Ủy ban nghiên cứu đình chiến cùng Khuất Duy Tiến, Phan Mỹ để tìm giải pháp hòa hoãn tạm thời với quân Pháp. Tháng 4, Kiều Công Cung là thành viên đoàn Giám định chuyên môn của phái đoàn Việt Nam Dân chủ Cộng hòa trong Hội nghị Đà Lạt.
Cuộc kháng chiến toàn quốc nổ ra, Kiều Công Cung cùng Trần Tử Oai sớm đầu hàng quân đội Pháp. Năm 1955, Kiều Công Cung là Công cán Ủy viên của Bộ Quốc phòng Quốc gia Việt Nam, tháp tùng lực lượng quân Pháp càn quét các chiến khu của chính quyền Việt Nam Dân chủ Cộng hòa ở nam Quảng Ngãi.
Thời Việt Nam Cộng hòa, Kiều Công Cung được chính quyền Ngô Đình Diệm giao phụ trách Đặc ủy Công dân vụ thuộc Phủ Tổng thống, làm công tác chiêu hồi. Khoảng những năm 1960, Kiều Công Cung ra nước ngoài chữa bệnh và chết vì mắc ung thư.